# Nambuangongo
Nambuangongo è una municipalità dell'Angola appartenente alla Provincia del Bengo. Ha 110.831 abitanti (stima del 2006) ed una superficie di 5.604 km².
Il principale comune è Muxiluando.